# Parafia Ewangelicko-Augsburska w Cieszynie
Parafia Ewangelicko-Augsburska w Cieszynie – parafia luterańska w Cieszynie, należąca do diecezji cieszyńskiej. Mieści się przy placu Kościelnym. Oprócz Cieszyna obejmuje również miejscowości ościenne, a w 2005 zrzeszała łącznie ok. 6650 wiernych.

## Historia
W okresie reformacji ludność Cieszyna, jak i Śląska Cieszyńskiego w większości zmieniła wyznanie na luterańskie i przejęła miejscowe kościoły na własne potrzeby. W latach 1610–1654 okresowo przechodziły z rąk do rąk. W 1654 ostatecznie zakazano odprawiania nabożeństw i skonfiskowano Biblię i książki religijne. Wiara ta jednak silnie zakorzeniła się wśród lokalnego plebsu, odprawiano potajemnie nabożeństwa w Beskidach w tzw. „leśnych kościołach” (m.in. Kamień na Równicy w Ustroniu, Spowiedzisko w Lesznej Górnej, Wysokie w Jaworzu), część osób uciekła do bardziej tolerancyjnego Bielska i na Żywiecczyznę. Sytuacja poprawiła się po podpisaniu ugody altransztadzkiej przez Józefa I i Karola XII w 1707 roku. Ugoda ta pozwoliła na wybudowanie ewangelikom na Śląsku sześciu „kościołów łaski”, w tym Kościoła Jezusowego w Cieszynie, który stał się ośrodkiem powstałego w 1709 r. zboru (parafii). Pierwszym pastorem został Jan Muthmann pochodzący z Reinersdorfu w księstwa brzeskiego, będący dotąd diakonem w Wołczynie w księstwie opolskim. Zbór podlegał wówczas konsystorzowi w Brzegu, gdzie egzaminowano kandydatów na kolejnych pastorów pomocniczych. Obszar przynależności wiernych zboru początkowo znacznie wykraczał poza Śląsk Cieszyński, uczęszczali do niego wierni z przyległych okolic Moraw, Śląska Opawskiego i innych części Górnego Śląska, jak również z okolic zagranicznej Białej w Królestwie Polski. Pastor Muthmann i kuratorzy szacowali liczbę wiernych na ok. 40 000, lecz była ona zapewne przesadzona. Do pomocy pastorowi Muthmannowi przydzielono jednak w 1711 do pomocy Krystiana Hentschla (w Cieszynie do 1740) z Dolnego Śląska, a w 1712 Gotfryda Schmidta (1712–1735) z Oleśnicy na Dolnym Śląsku, po czym pozyskano dla obu zatwierdzenia cesarskie. Funkcję pastorów pełnili często również w zastępstwie miejscowi nauczyciele tak że praktycznie posługiwało ich pięciu lub więcej, wśród których następowała rotacja. W 1719 pastorem głównym i inspektorem szkolnym został Johann Adam Steinmetz (do 1730). W latach następnych miejscowi pastorzy zostali oskarżeni o pietyzm, co doprowadziło do śledztwa, procesu i wygnania pięciu pastorów w dniu 22 maja 1730 roku. Po nich pastorami wybrano Krystiana Wilhelma Henrici’ego (1733–1759), Jana Fryderyka Richtera (1733–1737), Jana Kriegera (1733–1761). W 1742 roku w wyniku wojen śląskich większość Śląska znalazła się w granicach Królestwa Prus, gdzie bez większych przeszkód rozpoczęto organizować zbory umniejszając oddziaływanie kościoła cieszyńskiego. Granica oddzieliła również Cieszyna od brzeskiego konsystorza. W związku z tym edyktem cesarzowej Marii Teresy z 19 grudnia 1743 powołano w Cieszynie konsystorz, złożony jednak z katolików.
W 1781 r. cesarz Józef II wydał „Patent Tolerancyjny”, przez co zezwolił luteranom, ewangelikom reformowanym i prawosławnym praktykowania swojego wyznania. Po wydaniu tego patentu w regionie wyodrębniły się nowe parafie: w 1782 r. Bielsko, Jaworze, Błędowice, Ligotka Kameralna, Wisła i Bystrzyca, w 1783 r. Ustroń, w 1785 r. Goleszów, Nawsie, w 1787 r. Drogomyśl. Patent Tolerancyjny ustanowił również strukturę oficjalnie działającego Kościoła ewangelickiego w Przedlitawii. Wszystkie zbory zostały podległe konsystorzowi powstałemu w 1784 w Cieszynie, a w 1785 przeprowadzonemu do Wiednia. W 1784 powstała superintendentura dla Moraw, Śląska i Galicji, a pierwszy superintendentem został pastor cieszyński Jan Traugott Bartelmus. W 1807 powstał seniorat śląski, któremu z czasem podległe zostały wszystkie zbory na Śląsku Austriackim.
Dzięki rewolucji w latach 1848–1849 zostały zrównane prawa luteran z prawami katolików jako jednostek. Podstawę prawnego bytu Kościoła ewangelickiego w Austrii stanowił „Patent Protestancki” wydany w 1861 r. przez cesarza Franciszka Józefa I. Okres równouprawnienia wyznaniowego kontynuował proces wyodrębniania się nowych parafii, również z parafii cieszyńskiej.
Według schematyzmu kościelnego z 1875 zbór obejmował Cieszyn z przedmieściami oraz okoliczne wsie: Bażanowice, Błogocice, Bobrek, Boguszowice, Brzezówka, Dzięgielów, Gułdowy, Gumna, Hażlach, Kalembice, Kocobędz, Kojkowice, Koniaków, Końska, Kostkowice, Koty, Krasna, Leszna Dolna, Łąki, Ligota Alodialna, Marklowice, Mistrzowice, Mnisztwo, Mosty, Niebory, Ogrodzona, Olbrachcice, Podobora, Pastwiska, Puńców, Ropica, Rudów, Sibica, Stanisłowice, Trzanowice, Trzyniec, Trzycież, Wielopole, Zamarski i Żuków zamieszkałych przez około 12 000 luteran.
Po zapełnieniu się starego przykościelnego cmentarza założono w 1887 nowy cmentarz przy ul. Bielskiej.
W 1892 zawiązała się filia w Trzyńcu, od 1902 samodzielny zbór.
W 1909 parafia cieszyńska obejmowała 33 miejscowości: miasto Cieszyn, Bażanowice, Bobrek, Brzezówka, Dzięgielów, Gumna, Grodziszcze, Hażlach, Kaczyce, Kojkowice, Końska (część), Kocobędz, Kostkowice, Krasna, Łąki, Mistrzowice, Mosty, Mnisztwo, Niebory, Olbrachcice, Ogrodzona, Pastwiska, Pogwizdów (z Marklowicami), Puńców, Ropica, Sibica, Trzanowice, Trzycież, Wielopole, Zamarski, Żuków Dolny, Żuków Górny. Na tym terenie mieszkało według austriackiego spisu ok. 17 130 ewangelików (32% mieszkańców).
Ciosem dla parafii okazał się konflikt graniczny o Śląsk Cieszyński między Czechosłowacją a Polską, których skutkiem było rozdzielenie terytorium parafii granicą państwową w 1920 roku. Siedziba parafii znalazła się po stronie polskiej, a ponad połowa zborowników po stronie czechosłowackiej. W 1918 roku w Cieszynie został powołany tzw. seniorat, któremu podlegały wszystkie parafie Śląska Cieszyńskiego do roku 1920, kiedy to nastąpiło przekazanie zborów pod administrację Konsystorza Ewangelicko-Augsburskiego w Warszawie na skutek starań ks. Franciszka Michejdy i Rady Narodowej Księstwa Cieszyńskiego.
W 1925 parafia zrzeszała 8848 wiernych, a w 1937 – 9 tysięcy.
W 1936 r. seniorat w Cieszynie przemianowano na diecezję, która w takiej postaci przetrwała do dziś.
1 września 2005 roku z parafii wyodrębnił się Dzięgielów.
W 2006 parafia skupiała 6903 wiernych, natomiast w 2013 liczyła 6932 członków.

## Pastorzy (proboszczowie) i wikariusze (lista niepełna)[13]

### Okres reformacyjny
- Jerzy Cruciger
- Andrzej Orttel
- Salomon Wagner
- Jerzy Wolfius
- Daniel Vocatius
- Daniel Rurich
- Tymoteusz Łowczany

### Od 1709
- Jan Muthmann (1709–1730)
- Krzysztof Voight (1709–1710)
- Mateusz Platani (1709–1710)
- Jakub Jokisch (1709–1710)
- Krystian Wilhelm Schneider (1709–1710)
- Krystian Hentschel (1710–1740)
- Jerzy Wilhelm Kloch z Kornic (1711–1719)
- Gottfryd Schmidt (1712–1735)
- Jan Adam Steinmetz (1719–1730)
- Samuel Ludwik Zasadius (1720–1730)
- Krystian Wilhelm Henrici (1733–1759)
- Jan Fryderyk Richter (1733–1737)
- Jan Krieger (1733–1761)
- Tobiasz Schubert (1736–1780)
- Jan E. Fabri (1738–1749)
- Jan Gottfryd Schuchardt (1740–1759)
- Andrzej Machal (1741–1749)
- Traugott Bartelmuss (1760–1809)
- Tomasz Homann (1765–1769)
- Jan Glaubegott Leberecht Fabri (1765–1800)
- Jan Kłapsia (1800–1808)
- Franciszek Ludwik Andresky (1807–1813)
- Henryk Juliusz Kotschy (1808–1834)
- Samuel Schimko (1810–1834)
- Jan Jerzy Lumnitzer (1817–1824)
- Krystian Sittig (po 1824) I pastor
- Andrzej Źlik (1834–1865) I pastor
- Gustaw Henryk Kłapsia (1836–1865) I pastor
- Arnold Źlik (od 1865) I pastor
- Leopold Marcin Otto (1866–1875) I pastor
- Teodor Karol Haase (1876–1909) I pastor
- Karol Kulisz (1920–1940) I pastor
- Jerzy Badura (1940–1945) I pastor
- Oskar Michejda (1945–1962) proboszcz
- Artur Gerwin (1945–1967) proboszcz
- Tadeusz Terlik (1953–1960) wikariusz
- Alfred Jagucki (1963–1981) proboszcz
- Jan Melcer (1959–2001) proboszcz
- Emil Gajdacz (1970–2005) proboszcz pomocniczy
- Jan Gross (1973–1978) wikariusz
- Janusz Sikora (1978–2019) proboszcz
- Edwin Pech (1987–1990) wikariusz
- Szklorz Gustaw (1990–2001) wikariusz
- Alfred Borski (1992–2002) wikariusz
- Kornel Undas (1996–2003) wikariusz
- Chudecki Tomasz (1999–) proboszcz pomocniczy
- Dariusz Madzia (2002–2006), (2010–2019) wikariusz
- Bogusław Juroszek (2003–2007) wikariusz
- Wojciech Pracki (2006–2010) wikariusz
- Grzegorz Brudny (2006–2013) wikariusz
- Łukasz Gaś (2011–2023) wikariusz
- Marcin Podżorski (2014–2021) wikariusz
- Marcin Brzóska (2019–) proboszcz
- Jan Sztwiertnia (2019–2021) wikariusz
- Bogusław Sebesta (2020–2022) wikariusz
- Mateusz Mendroch (2021–) wikariusz

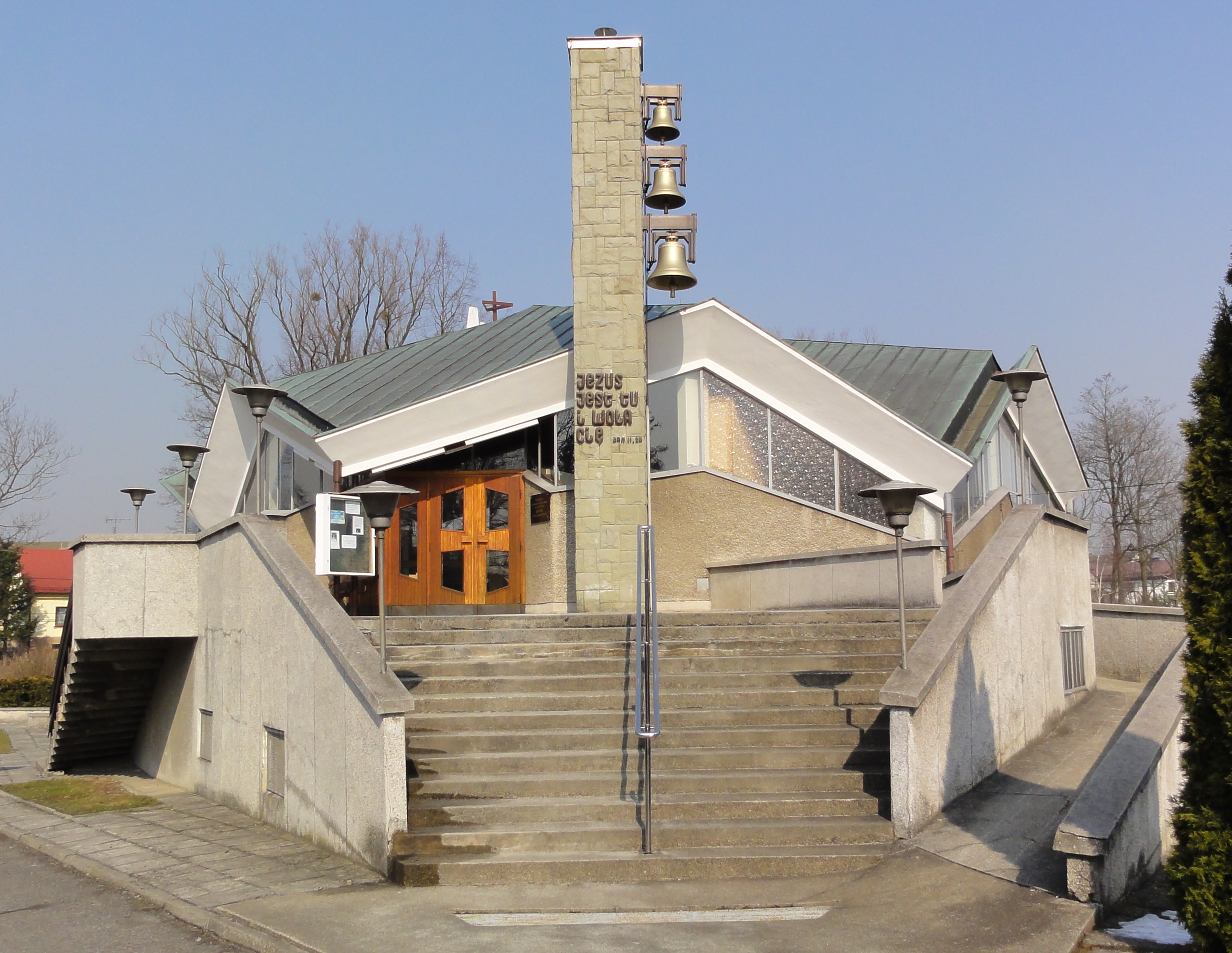
Kościół filialny w Bażanowicach
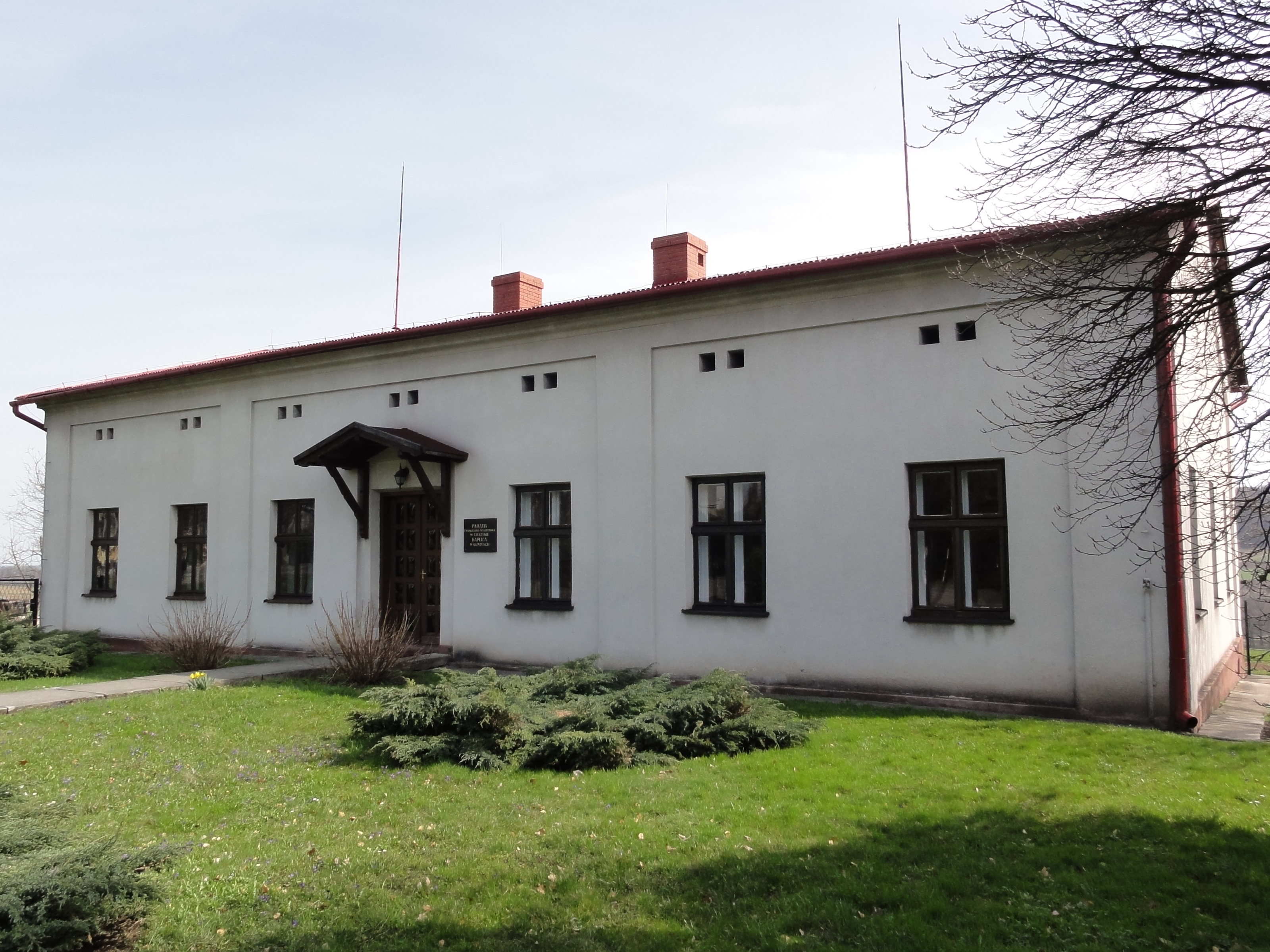
Kaplica filialna w Gumnach
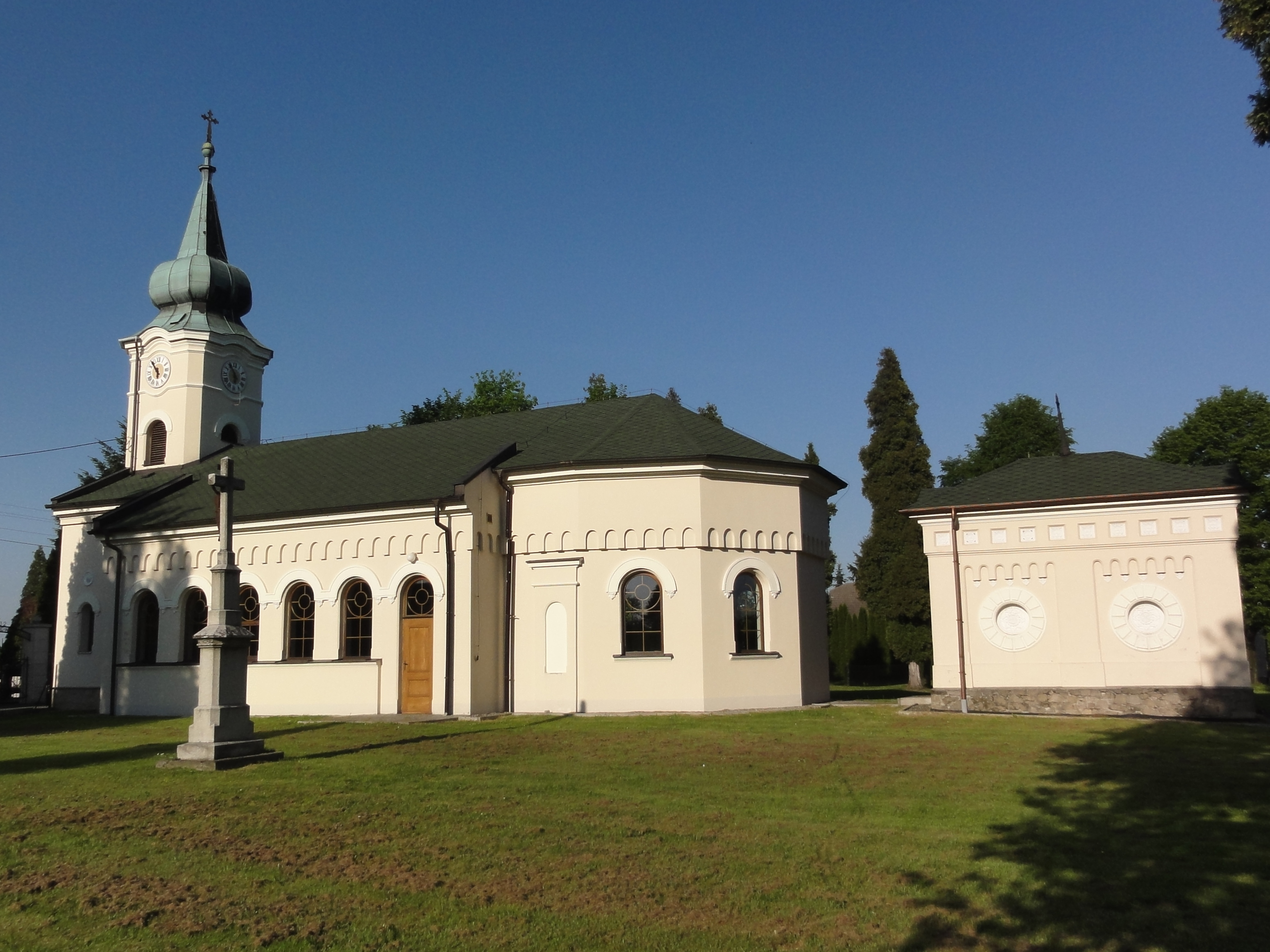
Kościół filialny w Hażlachu
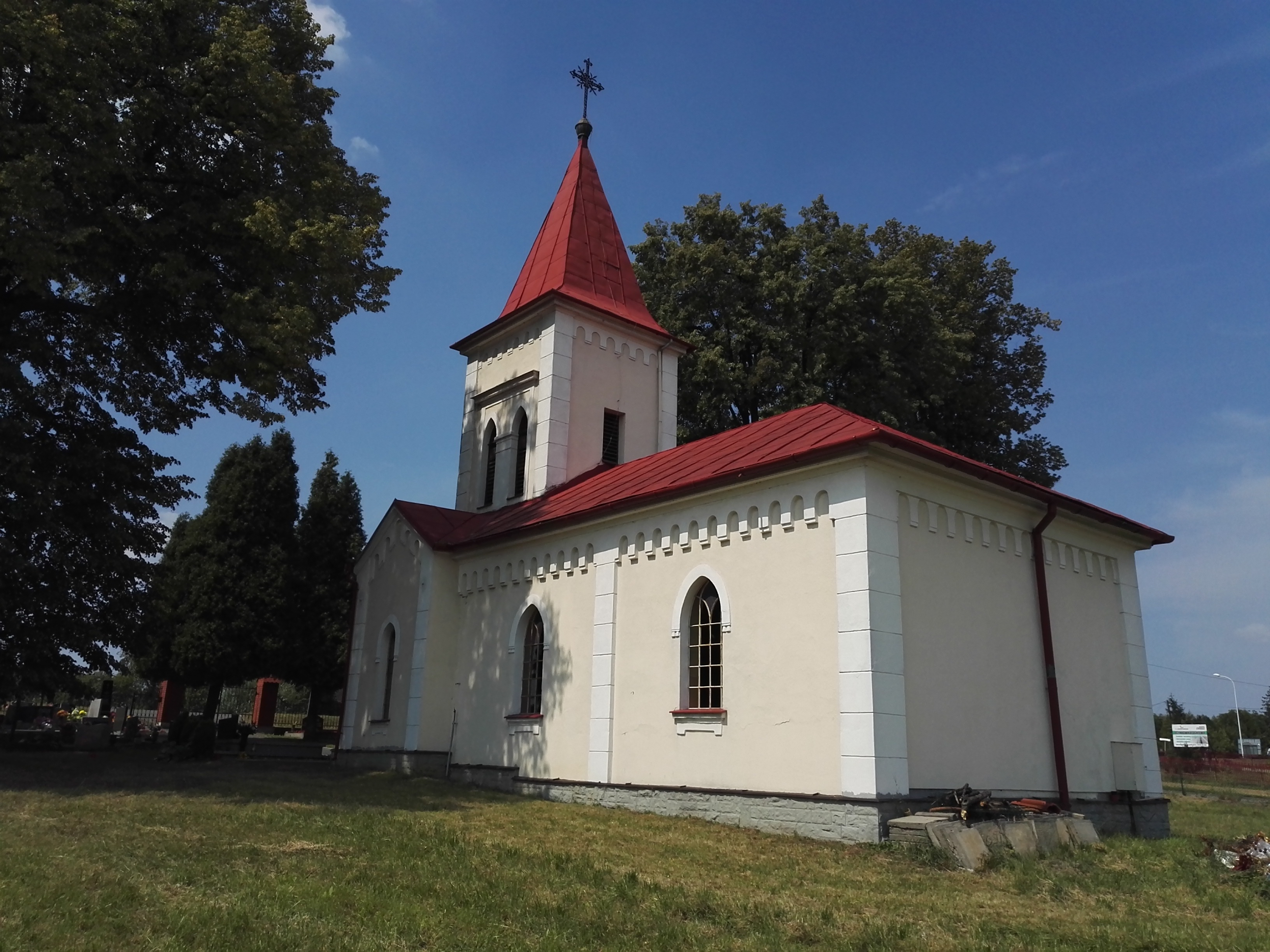
Kaplica filialna w Krasnej
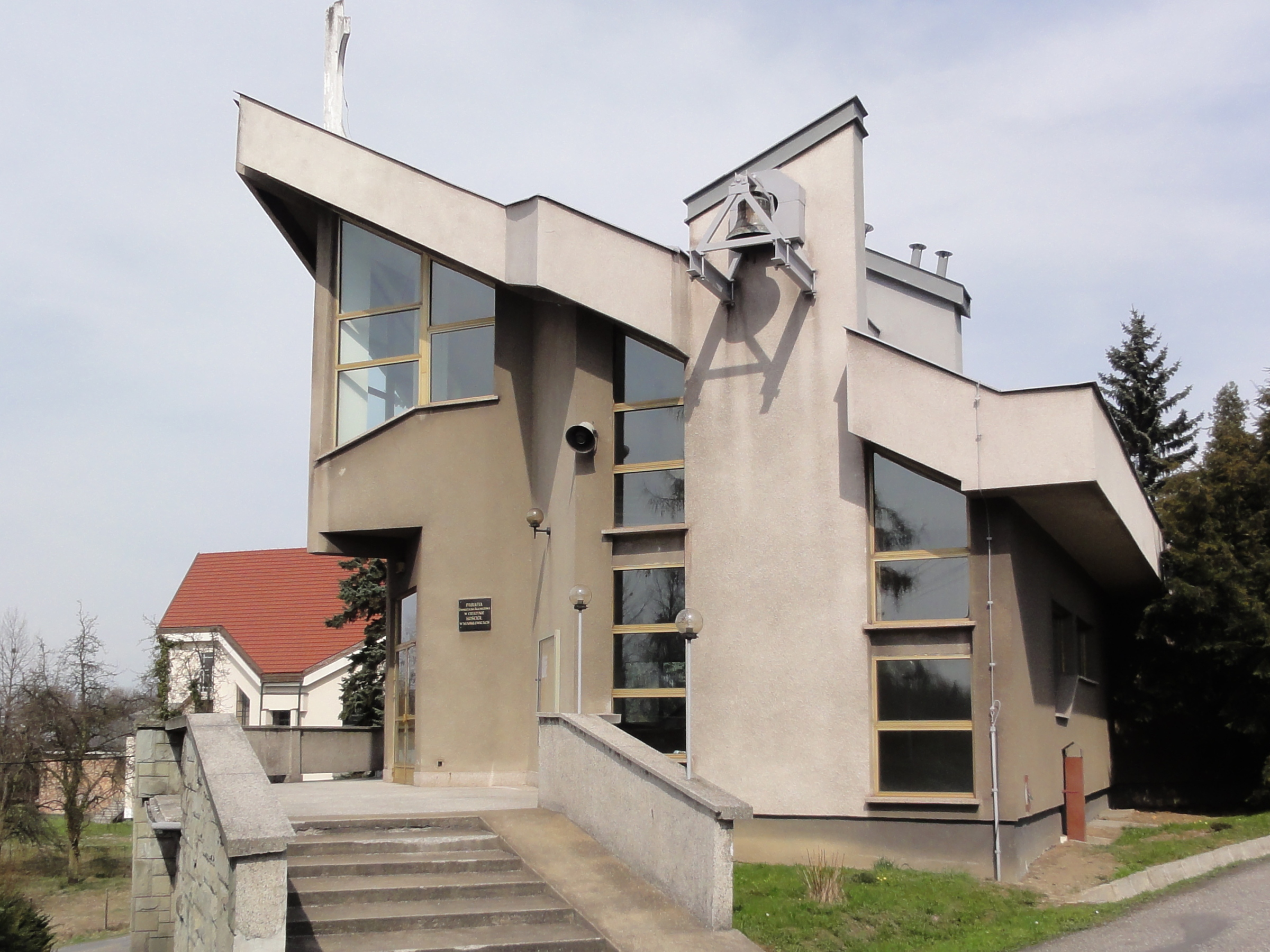
Kościół filialny w Marklowicach
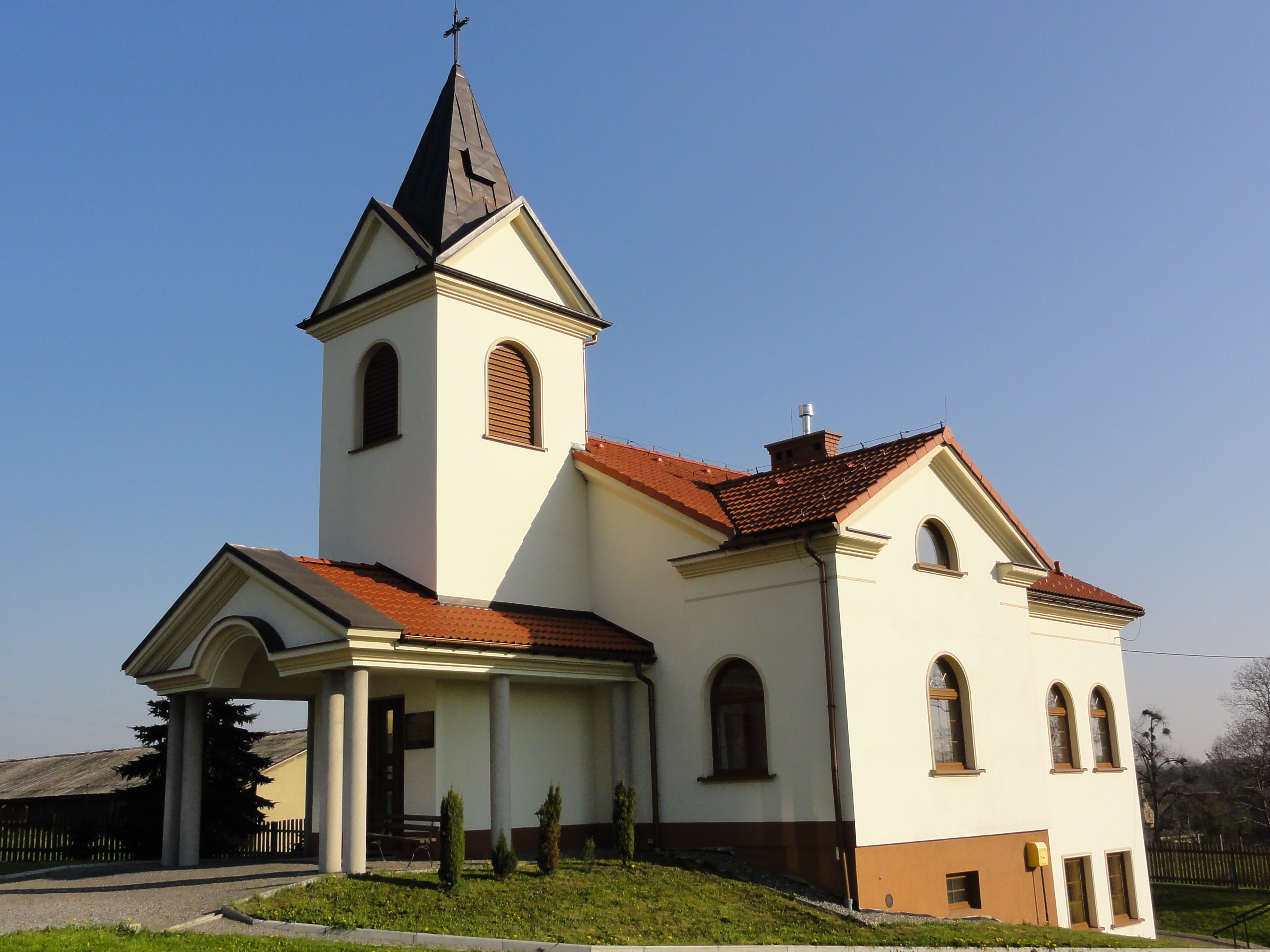
Kościół filialny w Ogrodzonej
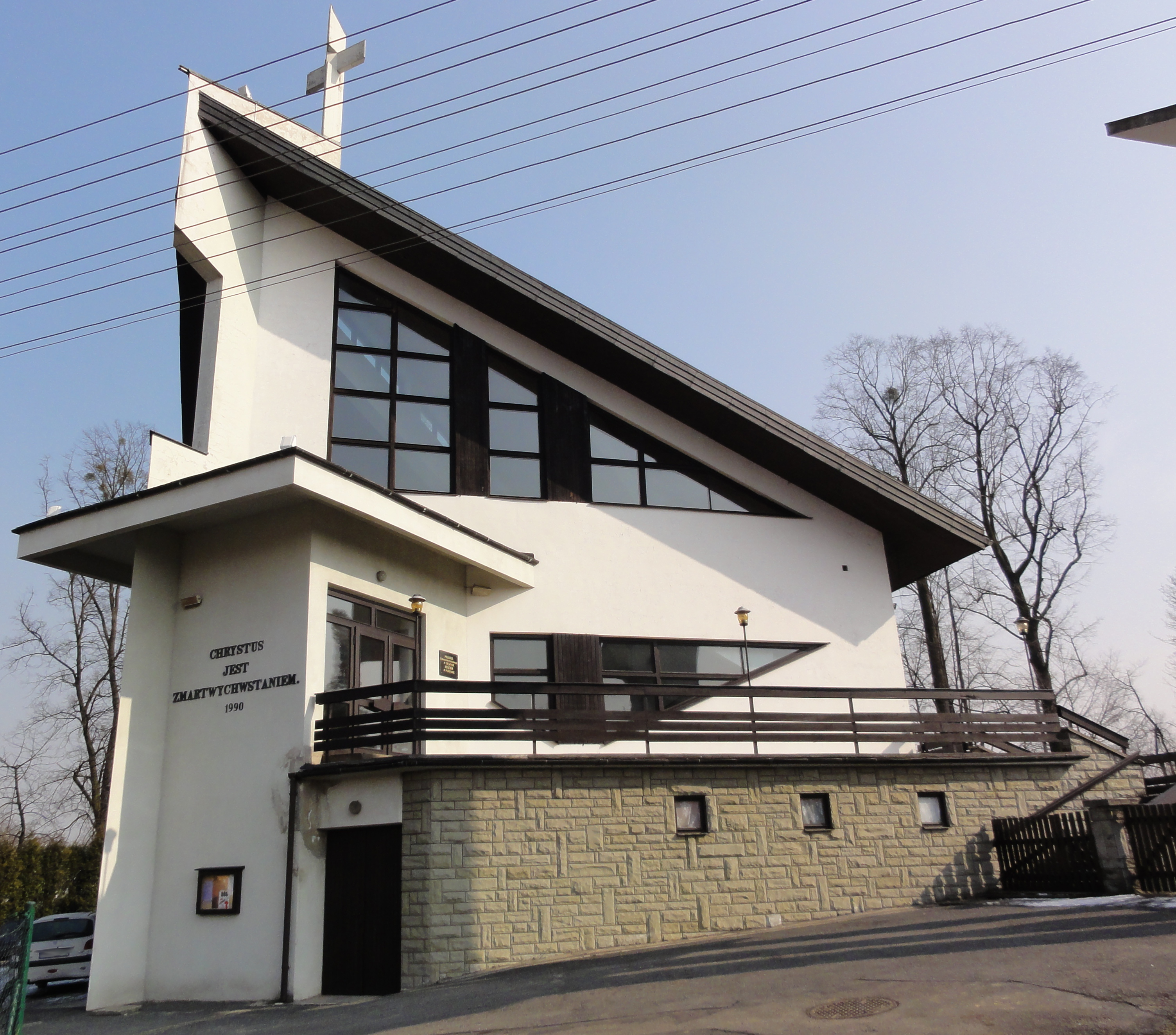
Kościół filialny w Puńcowie
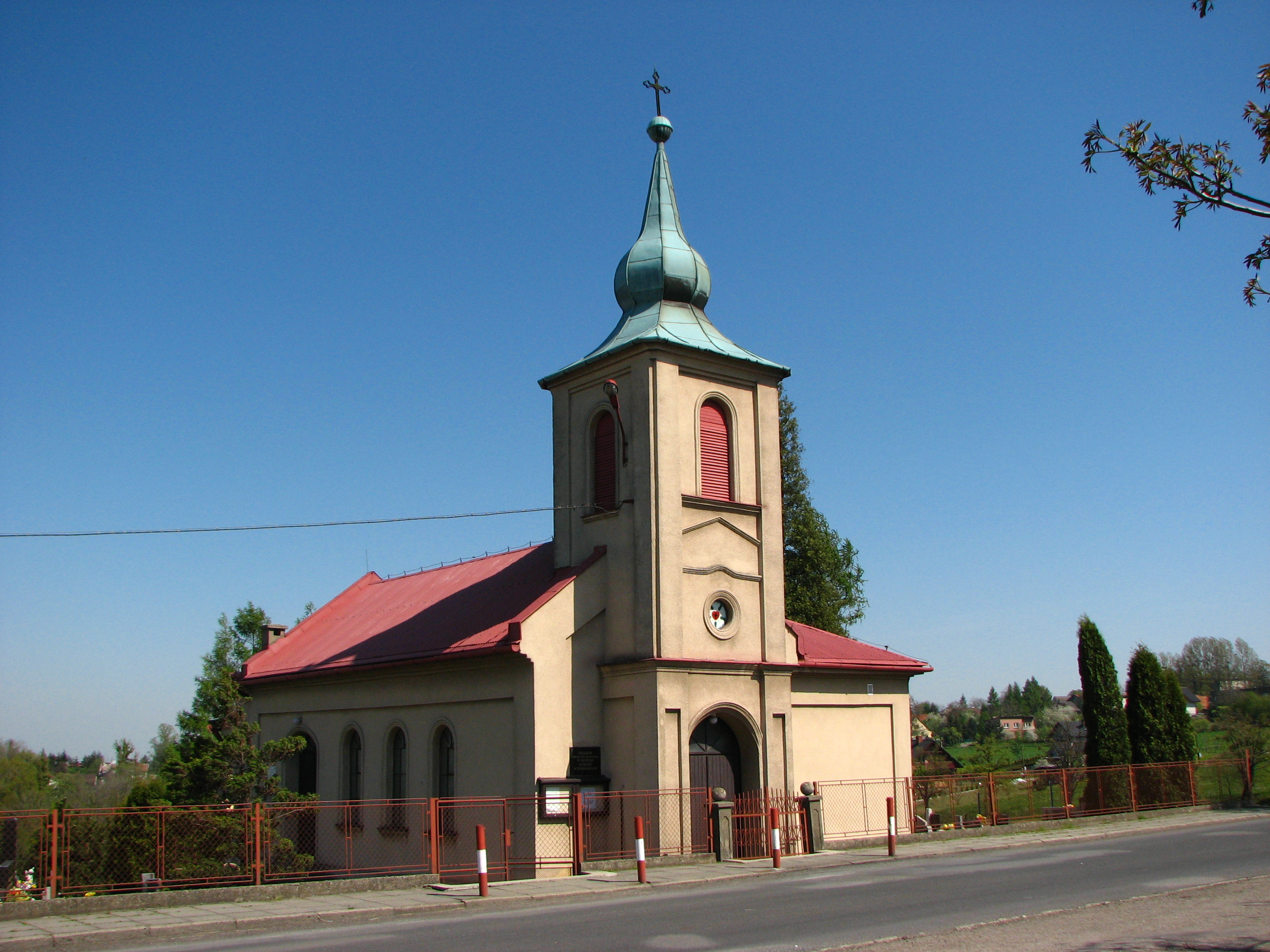
Kościół filialny w Zamarskach